# Le Haut-Bréda
Le Haut-Bréda ist eine französische Gemeinde mit 459 Einwohnern (Stand: 1. Januar 2022) im Département Isère in der Region Auvergne-Rhône-Alpes. Sie gehört zum Arrondissement Grenoble und zum Kanton Haut-Grésivaudan und ist Teil des Kommunalverbands Le Grésivaudan.
Sie entstand als Commune nouvelle mit Wirkung vom 1. Januar 2019 durch die Zusammenlegung der bisherigen Gemeinden La Ferrière und Pinsot, die in der neuen Gemeinde den Status einer Commune déléguée haben. Der Verwaltungssitz befindet sich im Ort La Ferrière.

## Gliederung
| Ortsteil                      | ehemaliger INSEE-Code | Fläche (km²) | Einwohnerzahl zum 1. Januar 2022 |
| ----------------------------- | --------------------- | ------------ | -------------------------------- |
| La Ferrière (Verwaltungssitz) | 38163                 | 54,33        | 258                              |
| Pinsot                        | 38306                 | 24,27        | 201                              |

## Lage
Die Gemeinde liegt in der Landschaft Grésivaudan am Oberlauf des namengebenden Flusses Bréda.
| Allevard                             | Allevard | Allevard                                                                                       |
| Crêts en Belledonne Theys Les Adrets | Kompass  | Saint-Alban-des-Villards (Département Savoie) Saint-Colomban-des-Villards (Département Savoie) |
| Laval-en-Belledonne                  | Allemond | Vaujany                                                                                        |

## Sehenswürdigkeiten
- Kirche Saint-Maximin aus dem 19. Jahrhundert in La Ferrière
- Kirche Saint-Maurice aus dem 19. Jahrhundert in Pinsot
- Museum Schmieden und Mühlen (Forges et Moulins) in Pinsot
- Wanderpfad Eisenroute (Le Sentier du Fer de Pinsot) in Pinsot

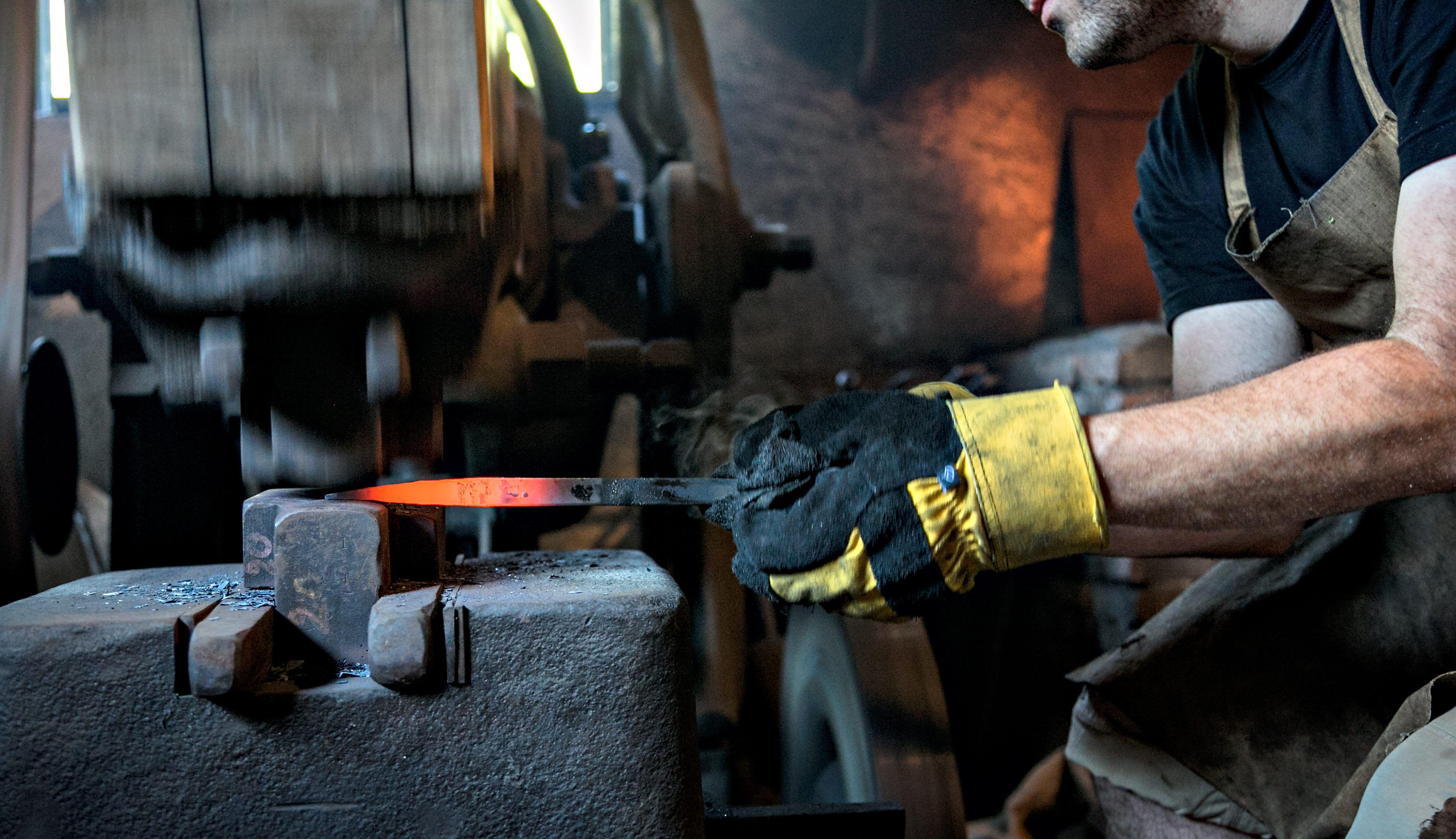
Museum Schmieden und Mühlen (Forges et Moulins) in Pinsot
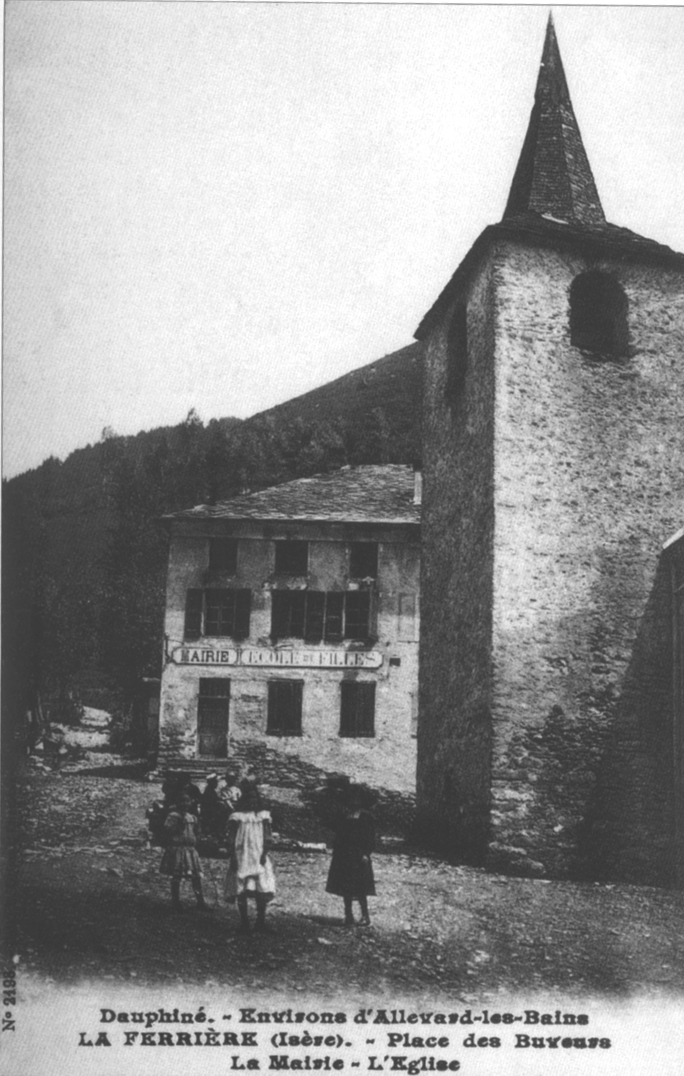
Kirche und Mairie in La Ferrière (zwischen 1900 und 1920)